# Tomoko Igata
Tomoko Igata (30 de outubro de 1965) é uma ex-motociclista japonês. Ela foi uma das poucas mulheres a correr no Grand Prix de nível ao longo da história do Campeonato.